# 八幡町駅
八幡町駅（はちまんちょうえき）は、愛知県一宮市八幡通（現:八幡）にあった、名鉄起線（軌道、路面電車）の電車停留所（廃駅）である。
起線（蘇東線）開業時と廃止時の始発駅であった。

## 駅施設
- 相対式2面2線の乗り場であった。
- 起線で唯一、道路上の電車停留所では無かった。

## 歴史
- 1924年（大正13年）2月1日 - 名古屋鉄道（旧）蘇東線開通。その始発駅として一宮駅として開業する。[1][2]
- 1930年（昭和5年）12月20日 - 尾西線と一部区間の線路を共用する形で、一宮駅～新一宮駅への乗り入れを開始。[1][2]
- 1948年（昭和23年）
  - 5月16日 - 蘇東線が起線に路線名を変更。
  - 11月1日以前 - 無人化[3]。
- 1949年（昭和24年）12月1日 - 八幡町駅に改称。[1][2]
- 1952年（昭和27年）12月24日 - 尾西線の1500V昇圧に伴い、新一宮駅乗り入れを廃止。当駅が再び始発駅となる。[1][2]
- 1953年（昭和28年）6月1日 - 乗客増加により電車の運行を休止。バス代行輸送となる。[1][2]
- 1954年（昭和29年）6月1日 - 起線が正式に廃止されたことにより廃駅となる。[1][2]

## 現在
名鉄一宮駅バスターミナルのバス進入口付近が跡地とされるが、痕跡は全くない。

## 隣の駅
名古屋鉄道
起線
新一宮駅 - 八幡町駅 - 一宮病院前駅